# Petr Jelínek
Petr Jelínek (* 19. června 1984, Praha) je český hokejový útočník. Většinu kariéry strávil ve Slavii Praha. Mezi jeho další působiště patří Moose Jaw, Prince George, Ústí nad Labem, Hradec Králové, Roanoke, Port Huron, Havlíčkův Brod, Žilina a Liberec.
Jeho otcem je bývalý hokejista Tomáš Jelínek.

## Hráčská kariéra
- 2002/2003 Moose Jaw Warriors (WHL)
- 2003/2004 HC Slavia Praha (E)
- 2004/2005 Prince George Cougars (WHL), HC Slovan Ústečtí Lvi (1. liga), HC VČE Hradec Králové (1. liga)
- 2005/2006 Roanoke Valley Vipers (UHL), Port Huron Flags (UHL)
- 2006/2007 HC Rebel Havlíčkův Brod (1. liga), HC Slavia Praha (E)
- 2007/2008 MsHK Žilina (SVK-1), HC Rebel Havlíčkův Brod (1. liga)
- 2008/2009 HC Rebel Havlíčkův Brod (1. liga), HC Slavia Praha (E)
- 2009/2010 HC Rebel Havlíčkův Brod (1. liga), HC Slavia Praha (E)
- 2010/2011 HC Slavia Praha (E)
- 2011/2012 HC Slavia Praha (E)
- 2012/2013 HC Slavia Praha (E)
- 2013/2014 HC Slavia Praha (E)
- 2014/2015 Bílí Tygři Liberec (E)
- 2015/2016 Bílí Tygři Liberec (E) Mistr české extraligy
- 2016/2017 Bílí Tygři Liberec (E)
- 2017/2018 Bílí Tygři Liberec (ELH)
- 2018/2019 Bílí Tygři Liberec (ELH)
- 2019/2020 Bílí Tygři Liberec (ELH)
- 2020/2021 Bílí Tygři Liberec (ELH)
- 2021/2022 Bílí Tygři Liberec (ELH)
- 2022/2023 Bílí Tygři Liberec (ELH)